# Ljupko Petrović
Ljubomir "Ljupko" Petrović (en serbio: Љупко Петровић, Bosanski Brod, 15 de mayo de 1947) es un exfutbolista y entrenador yugoslavo de fútbol.

## Trayectoria

### Como futbolista
Nacido en Brusnica Velika (una aldea cerca de Brod) en la República Socialista de Bosnia y Herzegovina, Yugoslavia, Petrović comenzó a jugar en el NK Darda y luego se trasladó al NK Osijek, donde pasó la mayor parte de su carrera. Después de su etapa en el Osijek, también pasó un tiempo en los Estados Unidos.

### Como entrenador
Como entrenador, ha estado a cargo de NK Osijek, FK Spartak Subotica, FK Rad, FK Vojvodina y, finalmente, Estrella Roja de Belgrado, con quien ganó la Copa de Europa de 1991.
También ha dirigido al club español RCD Espanyol, al uruguayo C.A. Peñarol, al austríaco Grazer AK (donde fue despedido tras abofetear a Boban Dmitrović) y a los equipos chinos Shanghái Shenhua y Beijing Guoan.
Tuvo otros dos periodos en el Estrella Roja antes de mudarse a Bulgaria en la década de 2000 para entrenar al PFC Levski Sofia y, más tarde, al PFC Litex Lovech. Regresó a Serbia en marzo de 2008 para convertirse en entrenador del OFK Belgrado, pero renunció un mes después.
El 2 de julio de 2008, Petrović se convirtió en el entrenador del equipo de la Primera Liga de Croacia, Croatia Sesvete, convirtiéndose en el primer entrenador serbio de un equipo de la primera división croata después de las Guerras yugoslavas.
El 23 de diciembre de 2008, fue nombrado entrenador de su antiguo equipo, el FK Vojvodina de Novi Sad, que competía por el título en la Superliga Serbia 2008-09. Sin embargo, tras obtener solo un punto en los dos primeros partidos de la segunda mitad de la temporada, renunció el 8 de marzo de 2009. En 2010, dirigió al equipo croata Nogometni Klub Lokomotiva, un club asociado al gigante croata Dinamo Zagreb.
En el verano de 2015, Petrović dirigió al PFC Litex Lovech durante tres partidos, llevándolos al primer lugar en la A PFG 2015-16, pero dejó el equipo a principios de agosto por razones familiares. En diciembre regresó al equipo de Lovech tras la salida del entrenador Laurențiu Reghecampf. Petrović los llevó a las semifinales de la Copa de Bulgaria. Sin embargo, su segundo paso por el equipo fue breve, ya que el Litex fue expulsado de la A PFG por la Federación Búlgara de Fútbol después de que sus jugadores abandonaran el campo en un tenso partido contra el Levski Sofia el 12 de diciembre.
En mayo de 2016, fue presentado como el nuevo entrenador del Levski Sofia, reemplazando a Stoycho Stoev. Dejó el equipo el 22 de octubre de 2016.
Tras su paso por el Levski, también dirigió al club vietnamita Thanh Hoa FC y al equipo ruandés APR FC.
En diciembre de 2018, se convirtió en asesor del PFC CSKA Sofía.
Desde el 21 de julio de 2019, es oficialmente el entrenador del PFC CSKA Sofía, reemplazando a Dobromir Mitov, quien fue relegado a asistente.
En 2020, regresó a Vietnam para dirigir nuevamente al Đông Á Thanh Hóa, actualmente Đông Á Thanh Hóa, en la temporada 2021 de la V.League 1.

## Controversia con el FK Sarajevo
El 8 de abril de 2014, Petrović fue anunciado como el sucesor del recientemente destituido entrenador croata Robert Jarni al frente del FK Sarajevo.
Sin embargo, solo dos días después, estalló una controversia en los medios de comunicación bosnios tras la aparición de una fotografía en la que el entrenador aparecía junto al fallecido comandante paramilitar serbio Željko Ražnatović, sosteniendo un arma mientras era instruido por el criminal de guerra.
Como consecuencia, la directiva del FK Sarajevo organizó apresuradamente una conferencia de prensa en la que anunció que no firmaría ningún contrato con Petrović.
El propio entrenador aceptó la decisión, señalando la posibilidad de un ambiente de trabajo tenso tras la inesperada publicación de la imagen. No obstante, negó cualquier implicación en las Guerras yugoslavas o en las actividades paramilitares de Arkan.
Petrović dirigió al FK Sarajevo durante un solo día, realizando un único entrenamiento con los jugadores. Posteriormente, se puso en duda la autenticidad de la fotografía.

## Política
Petrović apareció en la novena posición de la lista electoral del Partido Socialista de Serbia (SPS) en las elecciones parlamentarias de Serbia de 2020 y fue elegido para la Asamblea Nacional de Serbia cuando la lista obtuvo treinta y dos escaños.
Durante su tiempo en la legislatura, fue miembro de los grupos de amistad parlamentaria de Serbia con Bulgaria, Chipre, Grecia, Japón, Kazajistán y Ruanda.
Renunció a la legislatura el 13 de mayo de 2021.

## Vida personal
Petrović está casado con Snežana, con quien tiene dos hijos: su hijo Srđan y su hija Svetlana. También tiene tres nietos: Nikola, Anastasija y Viktor.

## Clubes

### Como jugador
| Club               | País           | Año         |
| ------------------ | -------------- | ----------- |
| Osijek             | Croacia        | 1967 - 1979 |
| Kansas City Comets | Estados Unidos | 1981 - 1982 |

### Como entrenador
| Club             | País                   | Año         |
| ---------------- | ---------------------- | ----------- |
| Osijek           | Croacia                | 1984 - 1987 |
| Spartak          | Serbia                 | 1987 - 1988 |
| Vojvodina        | Serbia                 | 1989 - 1990 |
| Estrella Roja    | Serbia                 | 1990 - 1991 |
| Español          | España                 | 1991 - 1992 |
| Peñarol          | Uruguay                | 1992        |
| PAOK             | Grecia                 | 1992 - 1993 |
| Olympiacos       | Grecia                 | 1993        |
| Estrella Roja    | Serbia                 | 1994 - 1995 |
| Grazer           | Austria                | 1996        |
| Shabab Al-Ahli   | Emiratos Árabes Unidos | 1997        |
| Shanghái Shenhua | China                  | 1998        |
| Levski Sofia     | Bulgaria               | 1999 - 2001 |
| Beijing Guoan    | China                  | 2002 - 2003 |
| Litex Lovech     | Bulgaria               | 2004        |
| Litex Lovech     | Bulgaria               | 2005 - 2007 |
| OFK Belgrado     | Serbia                 | 2008        |
| Croatia Sesvete  | Croacia                | 2008        |
| Vojvodina        | Serbia                 | 2008 - 2009 |
| Lokomotiva       | Croacia                | 2010 - 2011 |
| Taraz            | Kazajistán             | 2011 - 2013 |
| Akzhayik Uralsk  | Kazajistán             | 2013        |
| Litex Lovech     | Bulgaria               | 2015        |
| Levski Sofia     | Bulgaria               | 2016        |
| Thanh Hóa        | Vietnam                | 2017        |
| APR F.C.         | Ruanda                 | 2018        |
| CSKA Sofia       | Bulgaria               | 2019        |
| Thanh Hóa        | Vietnam                | 2020 -      |

## Palmarés
| Título                      | Club          | País       | Año     |
| --------------------------- | ------------- | ---------- | ------- |
| Primera Liga de Yugoslavia  | Vojvodina     | Yugoslavia | 1988-89 |
| Primera Liga de Yugoslavia  | Estrella Roja | Yugoslavia | 1990-91 |
| Superliga de Serbia         | Estrella Roja | Serbia     | 1994-95 |
| Copa de Serbia y Montenegro | Estrella Roja | Serbia     | 1995    |
| Copa de Serbia y Montenegro | Estrella Roja | Serbia     | 1996    |
| Primera Liga de Bulgaria    | Levski Sofia  | Bulgaria   | 2000-01 |
| Copa de China de fútbol     | Beijing Guoan | China      | 2003    |

| Competición                                  | Equipo        | País   | Año     |
| -------------------------------------------- | ------------- | ------ | ------- |
| Copa de Clubes Campeones Europeos de la UEFA | Estrella Roja | Italia | 1990-91 |